# Bosch (bedrijf)
Robert Bosch GmbH is een internationaal technologisch en dienstverlenend bedrijf bestaande uit de divisies automobieltechnologie, industriële technologie, consumentenproducten, energie- en bouwtechnologie. De Bosch Groep bestaat uit "Robert Bosch GmbH" en ongeveer 470 dochter- en regionale maatschappijen in ongeveer 60 landen. 

## Geschiedenis
Robert Bosch GmbH werd in 1886 als 'Werkstätte für Feinmechanik und Elektrotechnik' door Robert Bosch (1861-1942) in Stuttgart opgericht. Robert Bosch slaagde er in 1897 in om zijn magneetontsteking te installeren in een auto. Daarmee had hij de oplossing gevonden voor een van de grootste technische problemen waarmee de automobieltechniek worstelde. Hij werd meteen een succesvolle toeleverancier in de automobielsector.
In 1913 volgden lichtsystemen, in 1927 dieselinjectiesystemen en in 1951 benzine-injectiesystemen. Al in 1979 – na de komst van de digitale elektronica in de auto – werden ontsteking en benzine-injectie in complete motormanagementsystemen geïntegreerd.
Na de overgave van Duitsland in 1945 was er de dreiging dat het hele bedrijf ontmanteld zou worden. In 1952 was dit gevaar geweken al moest Bosch wel patenten en industriële ontwerpen ter beschikking stellen aan concurrenten. Alle verkoopkantoren en productiefaciliteiten buiten Duitsland werden onteigend en internationaal moest Bosch helemaal opnieuw een netwerk opstarten. In 1956 had het alweer een netwerk van verkoopkantoren en klantenservicecentra in meer dan 130 landen. Fabrieken volgden in India (1953), Australië (1954) en Brazilië (1957).
Na het uiteenvallen van de Sovjet-Unie ging Bosch de activiteiten uitbreiden in de voormalige Oostbloklanden. In 1994 had het al eigen bedrijven in 13 landen en in diverse landen werden vestigingen geopend. Door deze internationalisering nam het aandeel van de verkopen buiten Duitsland toe van 51% in 1990 naar 72% in het jaar 2000.
Als grote leverancier aan de automobielsector werd Bosch actiever in opkomende landen als Japan, Zuid-Korea en de Volksrepubliek China. In 1997 kocht het een minderheidsbelang in Zexel Corporation, een Japanse fabrikant van injectiepompen voor dieselmotoren, en verhoogde dit naar een meerderheidsbelang in 1999. Deze overname voegde zo'n 2,8 miljard D-mark toe aan de omzet van Bosch. Bosch kwam hiermee op de tweede plaats van toeleveranciers aan de autosector gemeten naar omzet. Bosch behaalde een jaaromzet van 16,4 miljard euro en alleen Delphi Automotive, een dochteronderneming van General Motors was nog groter, maar haalde wel Visteon in, een bedrijfsonderdeel van Ford Motor Company die een omzet van 15,1 miljard euro behaalde.
In 2002 werd Mannesmann-Rexroth (M-R) overgenomen mede om minder afhankelijk te worden van de automobielindustrie. M-R voegde zo'n 3,7 miljard euro aan omzet toe en er gingen 20.000 medewerkers over naar Bosch. M-R was destijds een belangrijke producent van hydraulische systemen. Later werd M-R samengevoegd met Bosch Automation Technology en de twee gingen samen verder als Bosch Rexroth AG.
In juli 2024 maakte Bosch bekend de airconditioning-, ventilatie- en verwarmingsactiviteiten van Johnson Controls over te nemen. Met de overname wordt Bosch minder afhankelijk van de automobielindustrie. De koop voegt zo'n 4 miljard euro aan omzet toe en ongeveer 12.000 medewerkers. De overname moet nog worden goedgekeurd door toezichthoudende autoriteiten en Bosch verwacht binnen een jaar de transactie af te ronden. Met een aankoopsom van 7,4 miljard euro is het de grootste overname ooit van Bosch.

## Activiteiten
In 2022 was de omzet zo'n 88 miljard euro. Per jaar wordt ongeveer 8% van de omzet uitgegeven aan R&D. Er werken ruim 400.000 mensen bij het bedrijf, waarvan 32% in Duitsland, 28% in de rest van Europa, 28% in Azië en 12% in Noord- en Zuid-Amerika.

### Automobieltechnologie
Automobieltechnologie is de grootste divisie van Bosch. Deze divisie is goed voor ongeveer 68% van de totale omzet. Bosch is actief op de volgende terreinen: injectietechnologie voor verbrandingsmotoren, randapparaten voor aandrijfsystemen, alternatieve aandrijfconcepten, systemen voor actieve en passieve veiligheid in voertuigen, rijhulp- en comfortfuncties, technologie en concepten voor informatie en communicatie in auto's, technologie en service voor de autohandel. Dit is het grootste bedrijfsonderdeel, in 2022 had het een aandeel van 60% in de totale omzet en hier werkte iets meer dan de helft van de werknemers.

### Industriële technologie
In de industriële technologie is Bosch actief in de domeinen automatiserings- en fotovoltaïsche systemen. Dochteronderneming Bosch Rexroth biedt op basis van haar ervaring in hydraulica, elektriciteit, mechanica en pneumatica alle technologieën voor aandrijf-, besturing- en verplaatsingstoepassingen. Dit bedrijfsonderdeel vertegenwoordigde een aandeel van 25% in de totale omzet in 2022.
Tot augustus 2019 was het bedrijf ook actief in de verpakkingstechnologie: proces- en verpakkingsinstallaties voor de farmaceutische, voedingsmiddelen- en snoepindustrie. Dit onderdeel is toen verkocht aan private-equitybedrijf CVC Capital Partners.

### Consumentenproducten
Vanaf 2013 omvat de divisie Consumentenproducten de elektrische gereedschappen van Power Tools en het 50%-aandeel in de firma Bosch und Siemens Hausgeräte GmbH (BSH). BSH verkoopt onder andere koelkasten en wasmachines. In 2014 nam Bosch het belang van Siemens AG over en betaalde hiervoor 3 miljard euro aan Siemens.

### Energie- en bouwtechnologie
Dit is veruit het kleinste onderdeel met een omzet van minder dan 0,4 miljard euro in 2022. Het omvat de afdeling Thermotechnology, producent van verwarmingsproducten en warmwateroplossingen die de natuurlijke rijkdommen minder belasten, de afdeling Security Systems, aanbieder van veiligheidstechnologie, communicatiediensten en services aan bedrijven.

### Resultaten
| Jaar | Omzet        | Nettowinst   | Werknemers |
| Jaar | (×€ miljoen) | (×€ miljoen) | Werknemers |
| ---- | ------------ | ------------ | ---------- |
| 1975 | 3723         | 70           | 106.000    |
| 1980 | 6038         | 90           | 121.000    |
| 1985 | 10.851       | 206          | 140.000    |
| 1990 | 16.271       | 286          | 180.000    |
| 1995 | 18.327       | 281          | 158.000    |
| 2000 | 31.556       | 1380         | 197.000    |
| 2005 | 41.461       | 2450         | 249.000    |
| 2010 | 47.259       | 2489         | 276.000    |
| 2015 | 70.607       | 3537         | 369.000    |
| 2020 | 71.494       | 749          | 395.000    |

## Eigenaarsstructuur

Diagram structuur Bosch

In 2022 was 94% van de aandelen in handen van de Robert Bosch Stiftung GmbH, een vereniging zonder winstoogmerk. Robert Bosch Industrietreuhand KG bezit de meerderheid van de stemrechten. Deze industriële trust oefent de zakelijke eigenaarsfunctie uit. De overige aandelen zijn in handen van de familie Bosch en Robert Bosch GmbH.